# BAL Most Valuable Player
El Basketball Africa League Hakeem Olajuwon Most Valuable Player Award (MVP) (MVP de la BAL), es un premio anual otorgado por la Basketball Africa League (BAL) al mejor jugador de la temporada. El premio es nombrado en honor al legendario jugador nigeriano Hakeem Olajuwon. El primer premio fue otorgado en la temporada inaugural a Walter Hodge en 2021.

## Ganadores

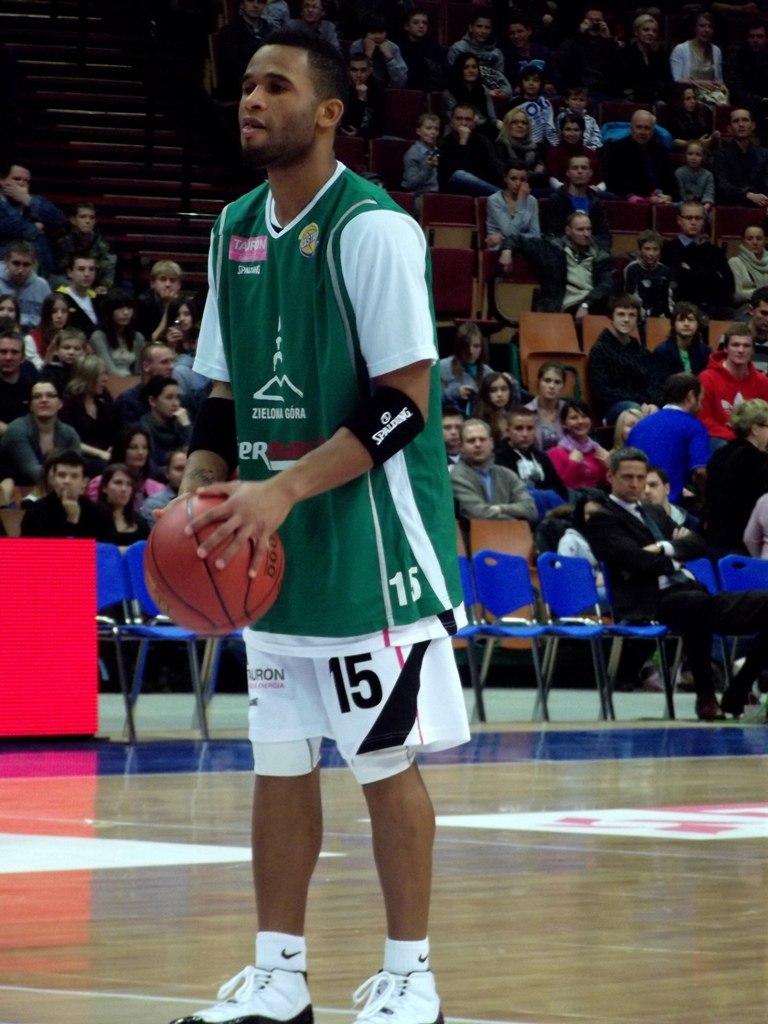
Walter Hodge fue el primer ganador del premio.

| Temporada | Jugador             | Posición | Nacionalidad                         | Club            | Ref.  |
| --------- | ------------------- | -------- | ------------------------------------ | --------------- | ----- |
| 2021      | Walter Hodge        | Base     | Islas Vírgenes de los Estados Unidos | Zamalek         | [ 1 ] |
| 2022      | Michael Dixon       | Base     | Estados Unidos                       | US Monastir     | [ 2 ] |
| 2023      | Nuni Omot           | Alero    | Kenia                                | Al Ahly         | [ 3 ] |
| 2024      | Jo Lual-Acuil       | Pívot    | Sudán del Sur                        | Al Ahly Ly      | [ 4 ] |
| 2025      | Jean Jacques Boissy | Base     | Senegal                              | Al Ahli Tripoli | [ 5 ] |

Notas
1. ↑  Walter Hodge, nació en Puerto Rico, y posee ambas nacionalidades, puertorricense y estadounidense, pero representa a la Islas Vírgenes en las competiciones internacionales.
2. ↑  Ganó el MVP a pesar de que su equipo no ganó el campeonato.